# Erichsonella isabelensis
Erichsonella isabelensis är en kräftdjursart som beskrevs av Menzies 1951. Erichsonella isabelensis ingår i släktet Erichsonella och familjen tånglöss.
Artens utbredningsområde är Mexikanska golfen. Inga underarter finns listade i Catalogue of Life.